# Capitão-general

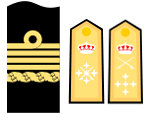
Capitão-general, Armada Espanhola

Capitão-General é um título de alto comando militar, naval ou governamental, utilizado em diversos Países.

## Cargo militar e naval
Como cargo militar, o termo Capitão-General significa "Capitão Geral", ou seja o Chefe de todos os capitães. O termo foi usado, em vários países da Europa, normalmente como título atribuído ao Comandante-Chefe de um Exército.

### Portugal
O cargo de Capitão-General foi atribuído, em 1508, ao Comandante-Geral das Ordenanças organizadas pelo Rei D. Manuel I.
A partir da Guerra da Restauração, o título Capitão-General das Armas do Reino foi atribuído ao Comandante-Chefe do Exército Português, ao qual estavam subordinados os Governadores das Armas, encarregados do Comando do Exército de cada Província. O posto de Capitão-General foi substituído pelo de Marechal-General em 1762.
Similarmente, o título de Capitão-General da Armada Real dos Galeões de Alto Bordo do Mar Oceano - também chamado, simplesmente Capitão-General da Armada Real ou Capitão-General dos Galeões - era o título do comandante-geral da Armada Portuguesa nos séculos XVII e XVIII. A função de Capitão-General da Armada Real, sucedeu, a partir da Guerra da Restauração, à de Capitão-Mor do Mar, criada, em 1373, pelo Rei D. Fernando I. O cargo foi extinto por D. Maria I, ficando as suas antigas responsabilidades atribuídas, essencialmente, ao Secretário de Estado da Marinha.

### Outros países
Os seguintes países usaram o título Capitão-General para designar cargos militares ou navais:
- República de Veneza - era o título do Comandante-Chefe da Frota em caso de guerra. Utilizado desde o século XIV até final do século XVIII;
- Espanha - título atribuído a vários comandantes militares, tanto das forças terrestres, como das navais, a partir do século XV. Como título de função, foi a designação dos comandantes territoriais do Exército até o início da década de 1980. Como patente, é atualmente a mais elevada distinção militar espanhola, sendo o posto ocupado pelo Rei enquanto Chefe Supremo das Forças Armadas, tendo sido também outorgado excepcionalmente a alguns militares a título honorífico;
- Reino Unido - foi utilizado, desde o século XVI, ocasionalmente, como título dos Comandantes-Chefes do Exército. Atualmente é o título da Rainha de Inglaterra como Comandante Honorária da Artilharia de vários Exércitos da Commonwealth. É também o título do Comandante Honorário dos fuzileiros navais britânicos;
- Países Baixos - utilizado pelo Stadhouder, na sua função de Comandante Supremo do Exército, a partir do século XVI;
- Chile - é a patente atribuída aos generais do Exército que assumem a função de Chefe de Estado;
- Bolívia - é o título do Chefe de Estado - mesmo sendo civil - na sua função de Comandante Supremo das Forças Armadas.

## Cargo administrativo
Como cargo administrativo, o título Capitão-General foi atribuído aos Governadores de vários territórios coloniais Portugueses e Espanhóis.

### Portugal
Capitão-General era a designação dada ao titular do cargo de Governador e comandante militar de uma Capitania-Geral na administração ultramarina portuguesa. Os Capitães-Generais distinguiam-se dos capitães-donatários por serem funcionários administrativos nomeados diretamente pela Coroa, e não por donatários. A partir de meados do século XVIII, durante o governo do Marquês de Pombal, as donatarias, ainda existentes no Brasil, Açores e Madeira, foram extintas e substituídas por Capitanias-Gerais.

### Espanha
Na administração colonial espanhola, à semelhança da portuguesa, o Capitão-General era o Governador e comandante militar de uma Capitania-Geral.